# Гірські євреї
Гірські́ євре́ї (самоназва джуури або жуури) — давня субетнічна група у Дагестані та Азербайджані. В 21 столітті також мешкають в Ізраїлі, США, країнах Європейського Союзу. Термін гірські євреї виник у першій половині XIX ст. в період анексії цих територій Російською імперією.

## Історія
Громада гірських євреїв утворилася внаслідок постійної імміграції євреїв з північного Ірану, а також, імміграції євреїв з довколишніх районів Візантійської імперії в Закавказький Азербайджан, де вони селилися (у його східних і північно-східних районах) серед населення, що говорить татською мовою, і переходили на цю мову. Ця імміграція, почалася разом з мусульманськими завоюваннями в даних районах (639—643) як частина міграційних рухів, характерних для того часу, і тривала протягом усього періоду між арабським і монгольським завоюваннями — до середини XIII ст. Основні її хвилі припинилися на початку XI ст. у зв'язку з масовим вторгненням номадів — тюрків-огузів. Це вторгнення викликало також пересування значної частини татаромовного єврейського населення Закавказького Азербайджану далі на північ, до Дагестану. Там вони увійшли в контакт із залишками хазар-юдеїв, держава яких на той час припинила існування, і ті з плином часу були асимільовані єврейськими іммігрантами.
Вже у 1254 році фламандський чернець-мандрівник Рубрук відзначав наявність великого числа євреїв на всьому Східному Кавказі, як Дагестані, так і в Азербайджані. Гірські євреї підтримували контакти з єврейськими громадами басейну Середземного моря. Єгипетський мусульманський історіограф Тагріберді (1409—1470) розповідає про єврейських купців з «Черкесії» (тобто з Кавказу), які відвідували Каїр.
Внаслідок таких зв'язків у місця проживання гірських євреїв потрапляли і друковані книги: у місті Куба до початку XX ст. зберігалися книги, надруковані у Венеції наприкінці XVI ст.- початку XVII ст. Разом з друкованими книжками поширився і укорінився серед гірських євреїв сефардський носах (літургійний уклад), прийнятий у них і донині. XVII—XVIII ст є період економічного та культурного розквіту гірських євреїв. Особливо значну підтримку вони мали від володарів держави Кайтазьке уцмійство. Існувала суцільна смуга єврейських поселень на півночі нинішнього Азербайджану та на півдні Дагестану, в районі між містами Куба і Дербент. Одна з долин поблизу Дербента була заселена переважно євреями, і навколишнє населення називало її Джухуд-Ката (Єврейська долина). Найбільше поселення долини — Аба-Сава — служило також центром духовного життя громади.
З другої третини XVIII ст. становище гірських євреїв значно погіршилося в результаті боротьби за володіння районом їх проживання, в якій брали участь Російська імперія, Персія, Османська імперія та низка місцевих правителів. Початку занепаду поклав російський володар Петро I під час Перського походу, згодом ще більше погіршили ситуацію походи Надир-шаха, правителя Персії, від якого у 1742 році гірські євреї Азербайджану вимушені були тікати на північ. Частина змогла оселитися у м. Куба, де знайшла покровительство Хусейн-хана. У 1797 або 1799 році правитель Казикумухського ханства Сурхан-хан напав на Аба-Сава і після запеклого бою, в якому полягли майже 160 захисників села, стратив всіх узятих у полон чоловіків, зруйнував село, а жінок і дітей повів як здобич. Ті євреї, які уціліли та встигли сховатися, знайшли притулок в Дербенті під заступництвом місцевого правителя Фатх-Аліхана.
Деяке полегшення настало після приєднання Дербента у 1806 році та Азербайджану у 1813 році до Російської імперії. Припинилися вторгнення мусульманських володарів. Втім гірські євреї зазнали нових утисків та розорень під час Великої Кавказької війни, особливо від дій імама Шаміля. Тому у 1840 році громади гірських євреїв офіційно визнали над собою владу Російської імперії, просячи тепер допомоги проти повсталих горців.
До кінця 1860-х років євреї деяких гірських районів Дагестану продовжували платити харадж колишнім мусульманським правителям цих місць (або їх нащадкам), яких російський уряд прирівняв у правах до російського знатного дворянства, і залишило в їх руках маєтки. Зберігалися також колишні обов'язки гірських євреїв по відношенню до цих правителям, що випливали з залежності, яка встановилася ще до російського завоювання. Поліпшення становище намітилося лише наприкінці XIX ст. З'являються перші мільйонери з числа гірських євреїв — Ханукаєви, власники компанії з виробництва і збуту вина, Дадашеви, що займалися виноробством та рибним промислом, створивши найбільшу у Дагестані рибальську кампанію. Починаючи з 1860-70-х рр. гірські євреї стали селитися в містах, де раніше не проживали — Темір-Хан-Шурі, Нальчику, Грозному, Баку.
Явищем, яке виникло в районах розселення гірських євреїв лише після їх приєднання до Росії, стали криваві наклепи. У 1814 році мали місце заворушення на цьому ґрунті, спрямовані проти євреїв, що жили в Баку. У 1878 році на підставі кривавого наклепу були заарештовані десятки євреїв м. Куби, а в 1911 році євреї селища Таркі були звинувачені у викраденні мусульманської дівчинки. З 1880-х років починається рух з переселення на батьківщину — до Палестини, Ерец-Ісраель. У 1898 році представники гірських євреїв беруть участь в роботі 2-го Сіоністського конгресу в Базелі.
На початку XX ст. відкриваються школи для гірських євреїв в Баку, Дербенті і Кубі з викладанням російською мовою: в них, поряд з релігійними, вивчалися і світські предмети. У 1917 році гірські євреї делегували своїх представників на Конференцію сіоністів Кавказу.
Революція в Російській імперії посилює прагнення гірських євреїв виборювати більше своїх прав, розвивати культуру. У 1919 році Національна єврейська рада Азербайджану стає фундатором Єврейського народного університету. З початком громадянської війни у Дагестані гірські євреї підтримували більшовиків, складаючи часто до 70 % загонів червоноармійців. Все це викликало зворотню реакцію мусульман — відбувалися численні погроми євреїв у містах Дербент та Баку.
Напочатку 1920-х років продовжилася еміграція гірських євреїв до Палестини, більшість з яких оселилася в Тель-Авіві, утворивши Кавказький квартал. Проте вже у 1922 році сіоністська діяльність була припинена радянською владою, також заборонена еміграція до Палестини. Починаючи з 2-ї пол. 1920-х років радянська влада взяла курс на утворення єврейських колгоспів, проте вже з кінця 1930-х років гірські євреї в колгоспах залишалися лише формально.
У 1922 році в Баку почала виходити перша радянська газета на єврейсько-татською мовою «Корсох» («Робітник») — орган Кавказького районного комітету Єврейської комуністичної партії та її молодіжної організації. У 1934 році було створено ансамбль танців гірських євреїв під керівництвом Т.Ізраїлова. Водночас інтелігенція гірських євреїв значно постраждала під час сталінського терору.
В роки Другої Світової війни, після окупації німцями Криму (тут були невеличкі громади гірських євреїв), Кубані, північного Кавказу, усі громади гірських євреїв зазнали знищення. У 1948—1953 роках було скасовано викладання єврейсько-татською мовою, всі школи гірських євреїв перетворилися на російськомовні. Були припинена літературна діяльність єврейсько-татською мовою. Від цього курс антисемітизму гірські євреї страждали до самого розпаду Радянського Союзу.
Культурне відродження розпочалося лише після 1991 року, хоча тепер гірські євреї страждають від мусульманського оточення. Тож значна частина їх пересилилися до Європи, США й Ізраїлю.

## Демографія
У радянські роки дуже активно насаджувалося уявлення про те, що всі носії татської мови, незалежно від віросповідання, складають єдиний татський народ. Гірські євреї в Дагестані почали масово записуватися в паспортах татами, щоб уникнути національної дискримінації як євреїв.
Згідно з підрахунками, заснованим на радянських переписах населення 1959 і 1970 років, число гірських євреїв за різними оцінками в 1970 році становило 50-70 тисяч осіб. 17109 гірських євреїв під час перепису 1970 року і близько 22 тис. при перепису 1979 року вирішили назвати себе татами, щоб уникнути реєстрації як євреїв і пов'язаної з цим дискримінації з боку радянської влади.
На тепер кількість гірських євреїв становить близько 110 тис. осіб, з яких найбільша кількість мешкає в Ізраїлі (від 50 до 70 тис.), Азербайджані (від 12 до 37 тис.), США, Німеччині та Австрії. Власне в Дагестані мешкає від 3 до 18 тис., деяка кількість в інших регіонах Російської Федерації. Традиційними містами проживання є міста — Дербент, Махачкала, Буйнакськ (Дагестан), Баку та Куба (Азербайджан). Значна частина мешкала у Нальчику та Грозному, проте у зв'язку із заворушеннями, що почалися з 1990 року, а потім Чеченськими війнами, гірські євреї залишили ці міста.

## Мова
Розмовляють на декількох близьких один одному діалектах татської мови, що належить до західної гілки іранської групи мов. Також розмовляють на мовах країн, де тепер селяться — іврит, англійська, німецька, російська мови. У 1929-30 роках єврейсько-татська мова була переведена з єврейського на латинський алфавіт, а в 1938 року — на російський.

## Традиції та побут
Головним соціальним осередком гірських євреїв аж до кінця 1920-х — початку 1930-х років була велика родина, яка охоплювала 3-4 покоління, і число її членів досягало 70 осіб і більше. Полігамія, переважно двоє-і троєженство, була звичайна в їх середовищі до радянського періоду.
Раніше громадою керували три обрані нею особи. Один з обраних був головою громади, двоє інших — його заступниками. Вони відповідали як за відносини з владою, так і за внутрішні справи громади. Існували два ступені рабинської ієрархії — «раббі» і «даян». Раббі був кантором (хаззаном) і проповідником (маггідом) в намазі (синагозі) свого села або свого кварталу в місті, вчителем у талмід-хуна (хедері) і шохет. Даян був головним рабіном міста. Він обирався керівниками громади і був вищим релігійним авторитетом не тільки для свого міста, а й для сусідніх поселень, головував у релігійному суді (бет-дін), був кантором і проповідником у головній синагозі міста і керував єшивою.
Більшість представників громади досі дотримується релігійних звичаїв, пов'язаних з життєвим циклом людини (обрізання, традиційне весілля, поховання). У більшості будинків дотримується кашрут. Проте дотримання суботи та єврейських свят (за винятком Іом-Кіпур, єврейського Нового року, пасхального седера і вживання мацци) непостійно.
Значна частина продовжує займатися землеробство, виноробством, скотарством. Водночас дедалі більше гірських євреїв переселяється до міст.